# Umma purpurea
Umma purpurea – gatunek ważki z rodziny świteziankowatych (Calopterygidae).